# Макаров, Евгений Петрович
Евгений Петрович Макаров (6 [19] ноября 1912 или 19 ноября 1912, Пенза — 13 мая 1985, Москва) — композитор, военный дирижёр, педагог, кандидат искусствоведения (1950), профессор Московской консерватории (1977). Народный артист РСФСР (1983).

## Биография
Родился в семье служащего торговой фирмы. При Советской власти отец пытался заниматься частной торговлей мануфактурой, в 1926 году был арестован как спекулянт и год находился в заключении. В 1928 году переехал с семьей в Усолье, работал на стройке бригадиром, в 1932 году вновь был арестован и в заключении умер от брюшного тифа.
Обучаться игре на фортепиано Евгений начал в средней школе. Практиковался, играя в кинотеатрах. Окончил среднюю школу в Пензе (1927). В 1928 году поступил в ФЗУ при Усольском содовом заводе. После окончания ФЗУ (1930) работал на заводе аппаратчиком, затем — начальником цеха.
В Москве с 1932 года, работал на Дорогомиловском химическом заводе, лаборант. В 1933 году поступил в Московский университет на химический факультет. Во время учёбы продолжил занятия музыкой, входил в студенческий композиторский кружок (руководитель И. Белорусец).
В 1939 году окончил, с отличием, химический факультет Московского университета и поступил в аспирантуру Института редких элементов (учёбу в аспирантуре оставил в 1941 году).
В том же году поступил в Московскую консерваторию, учился у P. M. Глиэра и Г. И. Литинского по классу композиции.
Участник Великой Отечественной войны, был призван в действующую армию в 1941 году, командир взвода химзащиты 111-го отдельного батальона химической защиты. В боевых действиях химические войска не участвовали.
В январе 1942 года был откомандирован в Московскую консерваторию, с отличием окончил Военный факультет (1944). В 1943 году возобновил занятия на теоретико-композиторском факультете Московской консерватории, окончил его с отличием (1947), ученик Д. Д. Шостаковича.
В 1944 году поступил в адъюнктуру по кафедре инструментовки, которую окончил в 1947 году, ученик Н. П. Иванова-Радкевича. Кандидат искусствоведения (1950), диссертация «Концертные сочинения советских композиторов для духового оркестра и их роль в развитии духовой музыки в Советском Союзе».
Преподавал в Высшем училище военных дирижёров Советской Армии с 1947 года (на кафедре инструментовки), заведующий кафедрой чтения партитур с 1950 по 1957 год. Доцент (1951), подполковник.
С 1963 по 1980 год заведовал кафедрой инструментовки теоретико-композиторского факультета Московской консерватории, профессор (1977).
Более 150 учеников, в том числе Вл. Агафонников, К. Волков, О. Галахов, С. Кибирова, Ю. Кириллова (Фридлянд), Е. Кожевникова, И. Красильников, О. Нижинский, Л. Римский, А. Пилииосян, Е. Пухова, Е. Сердечная, Б. Тобис, С. Улановский, Сергей Шустицкий.
Депутат Фрунзенского районного Совета депутатов трудящихся (1965—1967).
Скончался от уросепсиса после операции. Похоронен на Кунцевском кладбище (10 уч.)

## Оценки современников
«Е. П. Макаров учился по сочинению в классе Д. Д. Шостаковича около четырёх лет, с 1943 по 1947 год. Начав с очень простых и незамысловатых пьес (дуэт для гобоя и фагота), он представил к окончанию консерватории блестяще написанную партитуру — Пассакалью и фугу для большого духового оркестра, оказавшуюся одной из вершин отечественной духовой музыки»— Г. И. Сальников, в 1978–1988 годах председатель Комиссии духовой музыки Московского отделения Союза композиторов

## Награды
- заслуженный деятель искусств РСФСР (04.11.1972)
- народный артист РСФСР (21.12.1983)
- орден Красной Звезды (30.12.1956)
- орден «Знак Почёта» (1976)
- орден Отечественной войны 2 степени (06.04.1985)
- медаль «За боевые заслуги» (19.11.1951)
- медаль «За трудовую доблесть» (14.10.1966)

## Сочинения
«Сказка о рыбаке и рыбке» (балет, 1953);
Симфония для духового оркестра (посвящена Д. Д. Шостаковичу, 1982);
Маленькая сюита в 4 ч. (1947);
Пассакалия и фуга (посвящена советским воинам-героям Великой Отечественной войны, 1948, 2-е изд. 1974);
Две русские народные песни (1948);
Героическая увертюра [1957]
«У солдатской могилы», пассакалия (1970);
«Прибаутки», для ансамбля кларнетов с духовым оркестром (1974)
Северные песни (на стихи А. Ахматовой)
Музыка к кинофильму «Родимые пятна» (киноальманах)
Эстрадные инструментальные пьесы

## Мемуары
Дневник. Воспоминания об учителе — Д. Д. Шостаковиче. М.: Изд. дом «Композитор». 2001. 59 с.
«Дом ста роялей — Огарева, 13». М. : Издательский Дом Тончу, 2010. 640 с. ISBN 978-5-91215-048-7